# Сокол (район Москвы)
Со́кол — район в Москве. Расположен в Северном административном округе. На территории района создано одноимённое муниципальное образование.
Ранее на месте района находилось старинное село Всехсвятское, известное с XV века. В составе Москвы с 1917 года. Название района дано в честь посёлка Сокол, созданного в 1920-х годах.
По оценке Мосгорстата район Сокол занимает территорию в 372 га, при этом на сайте района указывается 305 га. Численность населения — 57 677 чел. (на 2024 год).
Адрес управы: улица Шишкина, д. 7. Глава управы — Антон Александрович Мещеряков.

## Территория и границы

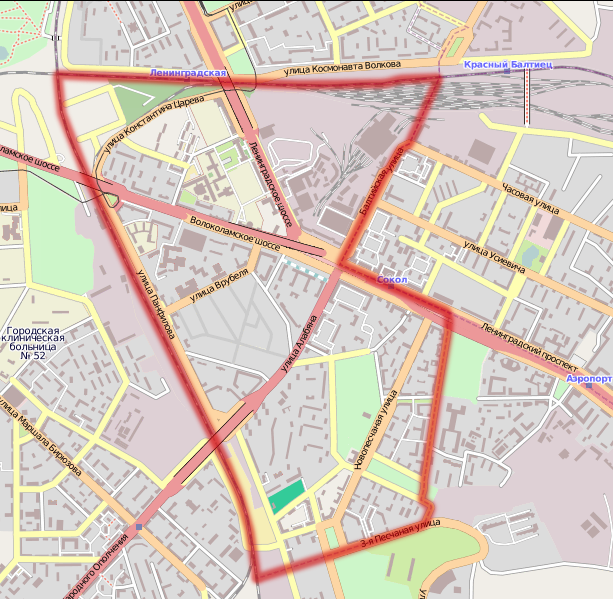
План-схема района Сокол с OpenStreetMap

Район находится в северо-западной части Москвы, административно относится к Северному округу.
С запада и севера границами района являются малое кольцо МЖД и Рижское направление МЖД соответственно. С восточной стороны граница проходит по Балтийской улице, Ленинградскому проспекту, Чапаевскому переулку, а с южной стороны — по 3-й Песчаной улице.
На юге граничит с Хорошёвским районом, на востоке — с районом Аэропорт, на севере — с Войковским районом, на западе — с районом Щукино.
На сайте района указано, что он занимает площадь в 305 га, что составляет 2,68 % от площади Северного административного округа и около 0,12 % от площади Москвы. Площадь жилого фонда района — 1195 тыс. м².
При этом Мосгорстат оценивает площадь территории района в 372 га.
В пределах района — две реки: Таракановка и Ходынка. По территории района реки протекают в подземных коллекторах.

## Население
| 2002    | 2010    | 2012    | 2013    | 2014    | 2015    | 2016    |
| ------- | ------- | ------- | ------- | ------- | ------- | ------- |
| 57 317  | ↘57 133 | ↗57 792 | ↗58 309 | ↗58 974 | ↗59 057 | ↗59 112 |
| 2017    | 2018    | 2019    | 2020    | 2021    | 2023    | 2024    |
| ↘59 073 | ↗59 349 | ↗59 507 | ↗60 171 | ↘59 185 | ↘58 000 | ↘57 677 |

На официальном сайте района упомянуто население — 60324 человека. Среди них дети от 0 до 18 лет — 7347 человек; трудоспособное население — 28900 человек; старше трудоспособного возраста — 13366 человек.
По переписи 2002 года, на Соколе проживало 57317 человек: 26678 (46,5 %) мужчин и 30639 (53,5 %) женщин, что составляло 5,15 % населения САО и 0,57 % населения всей Москвы. По итогам переписи 2010 года, на Соколе проживало 57528 человек (5,16 % населения САО и 0,5 % населения всей Москвы).

### Национальный состав
По итогам переписи населения 2020 года проживали следующие национальности (национальности менее 0,1 % и другое, см. в сноске к строке «Другие»):
| Национальность | Численность, чел. | Доля     |
| -------------- | ----------------- | -------- |
| Русские        | 38 826            | 65,60 %  |
| Армяне         | 151               | 0,26 %   |
| Татары         | 139               | 0,23 %   |
| Украинцы       | 116               | 0,20 %   |
| Евреи          | 112               | 0,19 %   |
| Грузины        | 76                | 0,13 %   |
| Другие         | 19 765            | 33,39 %  |
| Итого          | 59 185            | 100,00 % |

## Флаг и герб района

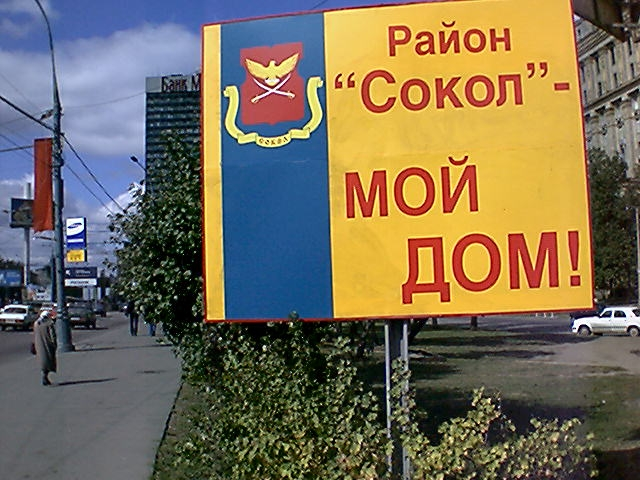
Стенд на Ленинградском проспекте, на фоне здания «Гидропроекта»

Флаг и герб района Сокол утверждены решением муниципального собрания 21.01.2005 № 9/5. Они представляют собой изображение на красном фоне золотого сокола с распростёртыми крыльями, головой влево, с серебряным свитком в когтях. Снизу изображены две перекрещённые серебряные сабли с золотыми рукоятками, остриём вверх.
Предметы на гербе и флаге района символизируют следующее:
- Золотой сокол — название района.
- Серебряный свиток — множество высших учебных заведений, находящихся на территории района.
- Перекрещенные серебряные сабли — созданное в 1915 году Братское кладбище, где похоронены воины, павшие в Первой мировой войне 1914—1918 годов[28].

## Происхождение названия
Достоверно известно, что своё название район получил от кооперативного жилого посёлка «Сокол», основанного в 1920-х годах. Происхождение названия самого посёлка до конца не ясно. Согласно наиболее распространённой версии, первоначально этот посёлок планировалось строить в Сокольниках — отсюда и название. Появилась даже печать с изображением сокола, держащего домик. Однако затем планы изменились, и для посёлка выделили землю близ села Всехсвятское, но жилищный кооператив своё название сохранил. По другой версии, высказанной историком П. В. Сытиным, посёлок был назван по фамилии жившего здесь агронома-животновода А. И. Сокола, который разводил в своём дворе породистых свиней. Иная версия говорит о том, что посёлок получил название от строительного инструмента — сокол штукатурный.
В апреле 2022 года экс-депутат Госдумы от ЛДПР Виталий Золочевский предложил переименовать округ Сокол в «Сокол Жириновского» в честь ранее умершего бессменного лидера ЛДПР. Совет депутатов единогласно отклонил это предложение.

## История

Всехсвятское на карте 1823 года, составленной по материалам 1818 года

### Первые упоминания в летописи
Район Сокол имеет очень богатую и интересную историю. Когда-то на его месте располагалось старинное село Всехсвятское, первоначально носившее имя Святые Отцы. О том, когда это село было основано, до сих пор ведутся споры. Ряд историков полагает, что годом основания села можно считать 1398 год. По преданию, в том году был основан монастырь с храмом во имя Святых Отцов, давший название образовавшемуся около него посёлку — «село Святые Отцы на речке Ходынке». Однако до наших дней не сохранилось документальных подтверждений этой версии. Достоверно известно, что село Святые Отцы упоминается в 1498 году в духовной грамоте князя Ивана Юрьевича Патрикеева, согласно которой он завещал это село с другими угодьями своему сыну Ивану.
В 1499 году род Патрикеевых оказывается в опале и село переходит в казну. В 1587 году царь Фёдор жалует село протопопу кремлёвского Архангельского собора. Следующее упоминание в летописи относится к 1599 году, когда Борис Годунов посылает ясельничего и думного дворянина Михаила Татищева в село Святые Отцы для встречи шведского принца Густава.
В 1608 году во время войны с Лжедмитрием II в селе стояли лагерем войска царского воеводы Скопина-Шуйского. После отступления правительственной армии самозванец ненадолго занял село. По преданию, перед бегством он зарыл свои сокровища где-то в районе современного Песчаного переулка. События Смутного времени привели к тому, что село было почти полностью разорено. Писцовая книга 1624 года описывает эту местность как пустошь, «что было село Святые Отцы на речке на Ходынке».

### Всехсвятское во второй половине XVII — первой половине XIX века
Во второй половине XVII века село Святые Отцы становится вотчиной боярина Ивана Михайловича Милославского, одного из главных инициаторов первого стрелецкого бунта. По инициативе Милославского в 1683 году была построена небольшая каменная церковь во имя Всех Святых, после чего село стало официально именоваться Всехсвятским. В 1685 году Иван Михайлович умирает, и село достаётся по наследству его единственной дочери, Феодосье Ивановне Милославской.
После смерти Феодосьи Ивановны в 1695 году, село Всехсвятское по именному указу Петра I переходит к её супругу, имеретинскому царевичу Александру Арчиловичу Багратиони. С этого момента Всехсвятское становится одним из двух центров грузинской диаспоры в Москве (второй — на Пресне). Во Всехсвятском была основана типография, в которой печатались церковные книги на грузинском языке.

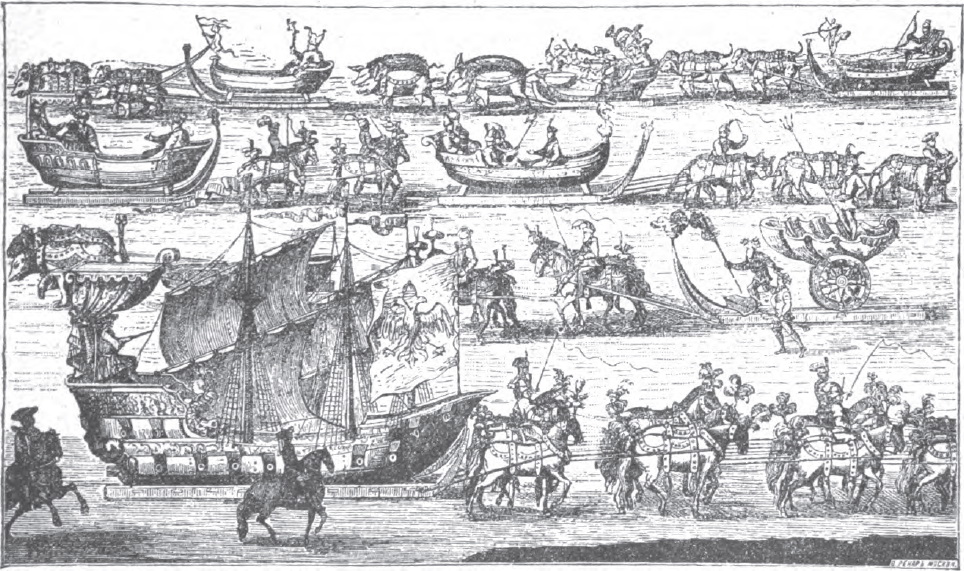
Маскарадное шествие из Всехсвятского в Москву при Петре I

Во время Северной войны Александр Арчилович попадает в плен, а затем умирает 20 февраля 1711 года. Село переходит к его сестре, Дарье Арчиловне. В январе 1722 года во Всехсвятском гостил Пётр I, а затем из села в Кремль началось роскошное маскарадное шествие, посвящённое Ништадтскому миру — победе в Северной войне. В феврале 1730 года перед въездом в Москву во Всехсвятском на несколько дней останавливалась императрица Анна Иоанновна.
В 1733 году по инициативе княгини Дарьи Арчиловны на месте старой церкви строится новый Храм Всех Святых, который дошёл до наших дней. Богослужения в церкви некоторое время велись на грузинском языке. Возле храма существовало кладбище, на котором были похоронены многие представители грузинских княжеских родов.
Дарья Арчиловна умерла, не оставив наследников. В 1748 году село жалуется её ближайшим родственникам, сыновьям Вахтанга VI — царевичам Бакару и Георгию Вахтанговичам. В дальнейшем Всехсвятское переходило к их наследникам. Во время прихода Наполеона в 1812 году село сильно пострадало, но вскоре было восстановлено.
В середине 1830-х годов после прокладки Петербуржского шоссе Всехсвятское становится излюбленным местом для народных гуляний.

### Всехсвятское во второй половине XIX — начале XX века

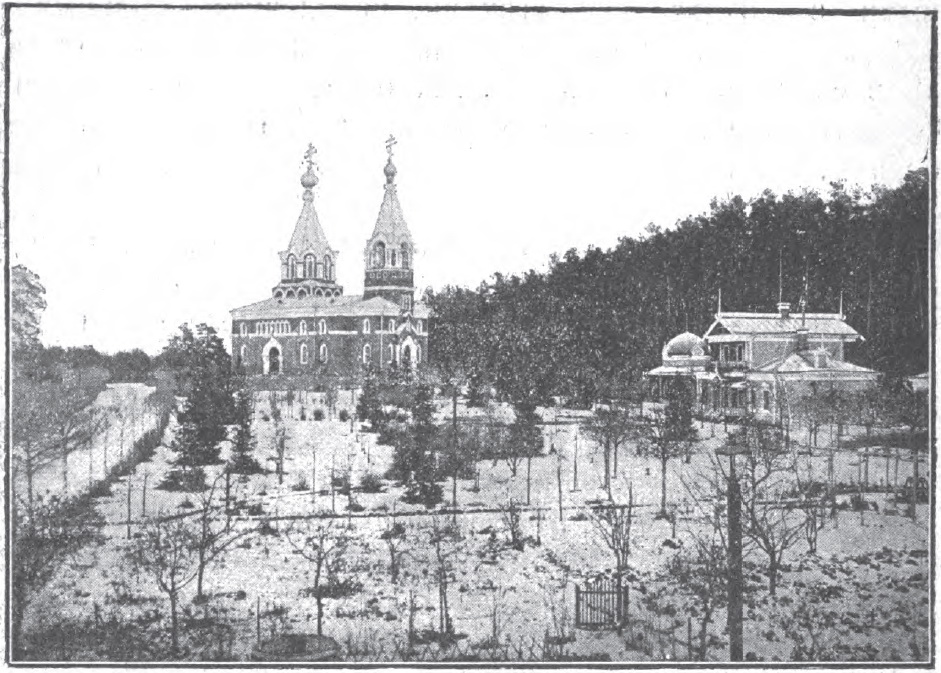
Александровское убежище

После крепостной реформы 1861 года Всехсвятское становится волостным центром. Село перестало быть вотчиной грузинских князей и перешло государству. Земли села стали распродаваться и приспосабливаться под дачи. На этих дачах предпочитали селиться семьи офицеров, служивших в летних военных лагерях на Ходынском поле.
На рубеже XIX—XX веков во Всехсвятском открываются несколько инвалидных домов, известных далеко за пределами Москвы. В 1878 году в Малой Всехсвятской роще был основан Александровский приют для увечных и престарелых воинов русско-турецкой войны. В 1893 году рядом с ним открывается Алексеевское убежище для лиц офицерского состава. Ещё одно Сергиево-Елизаветинское убежище для ветеранов русско-японской войны было основано во Всехсвятском в 1906 году. В 1915 году по инициативе Великой княгини Елизаветы Фёдоровны во Всехсвятском открывается Московское городское Братское кладбище для жертв Первой мировой войны.

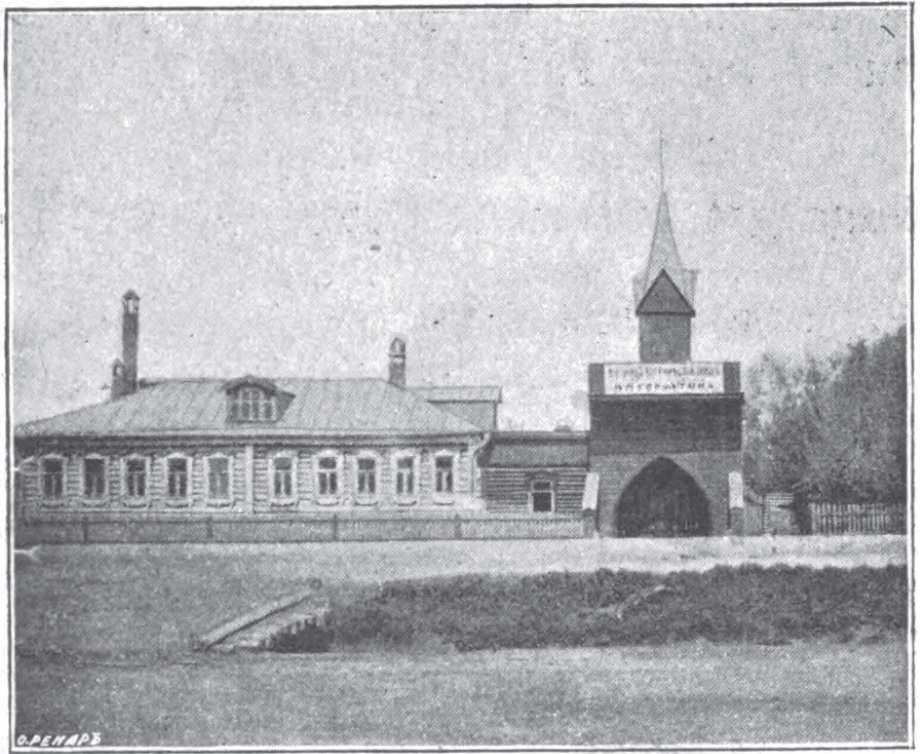
Завод фирмы «Польза»

В конце XIX века во Всехсвятском появляются промышленные предприятия. В 1896 году строится фарфоровый завод «Изолятор». В 1897 году рядом с ним открывается мыловаренный и химический завод фирмы «Польза». В том же году в село прокладывается конка. Затем по землям Всехсвятского прошла и колея Виндавской железной дороги со станцией Подмосковная.

### Советское время

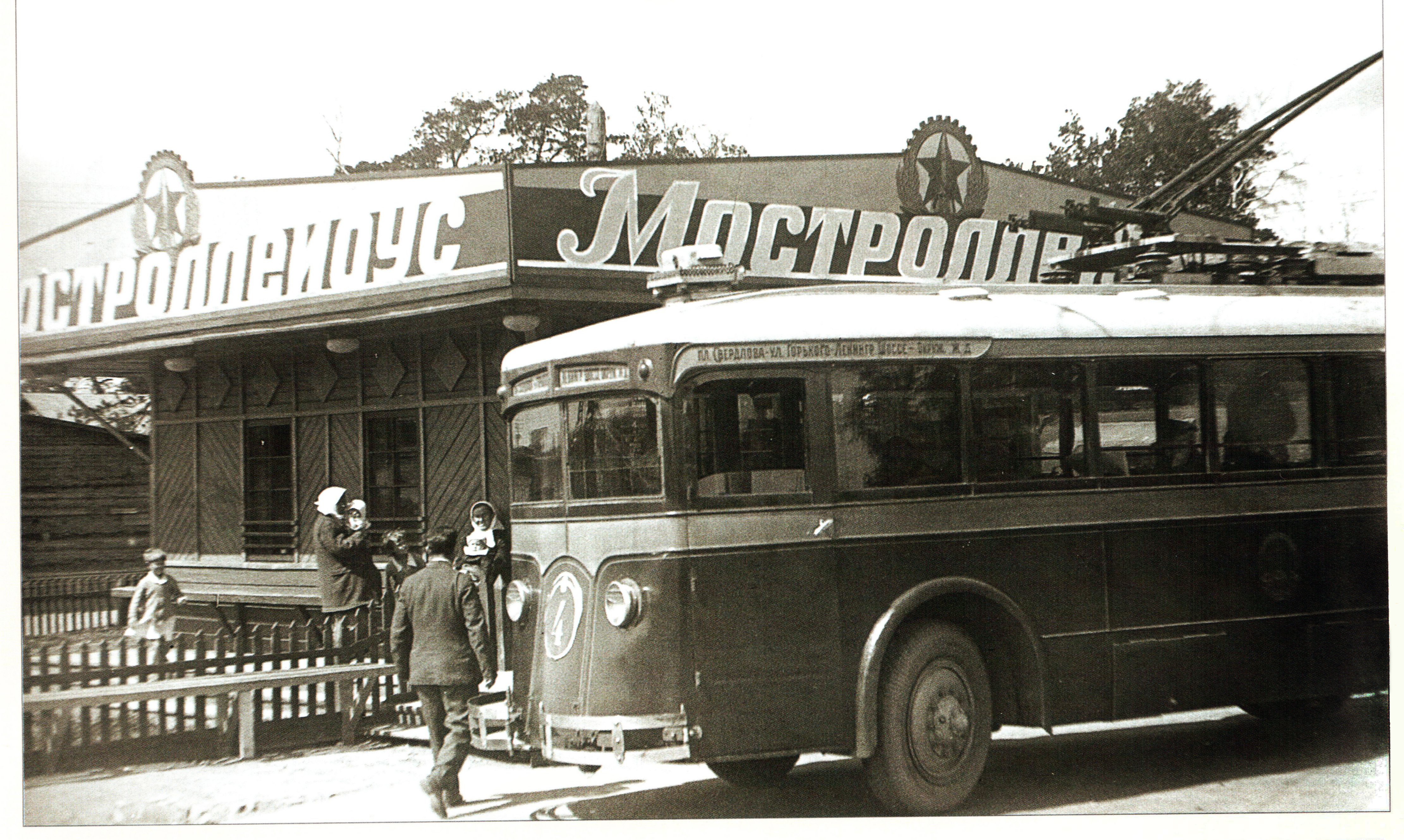
Конечная в селе Всехсвятском. 1934

В 1917 году село Всехсвятское входит в состав Москвы. Оно становится частью Бутырско-Всехсвятского района (с 1920 — Краснопресненского; с 1936 года — Ленинградского района). В 1920-х годах на окраине села в Большой Всехсвятской роще строится первый в Москве кооперативный жилой посёлок «Сокол». Название Всехсвятское продолжает присутствовать в документах и на картах Москвы до конца 1940-х годов, пока его не вытесняют новые топонимы Сокол и район Песчаных улиц.
В 1930-х годах активно развивается транспортная инфраструктура района. В 1933 году Всехсвятское соединила с центром города первая в Москве троллейбусная линия. В 1938 году рядом с храмом Всех Святых открывается станция метро «Сокол» второй очереди метрополитена.

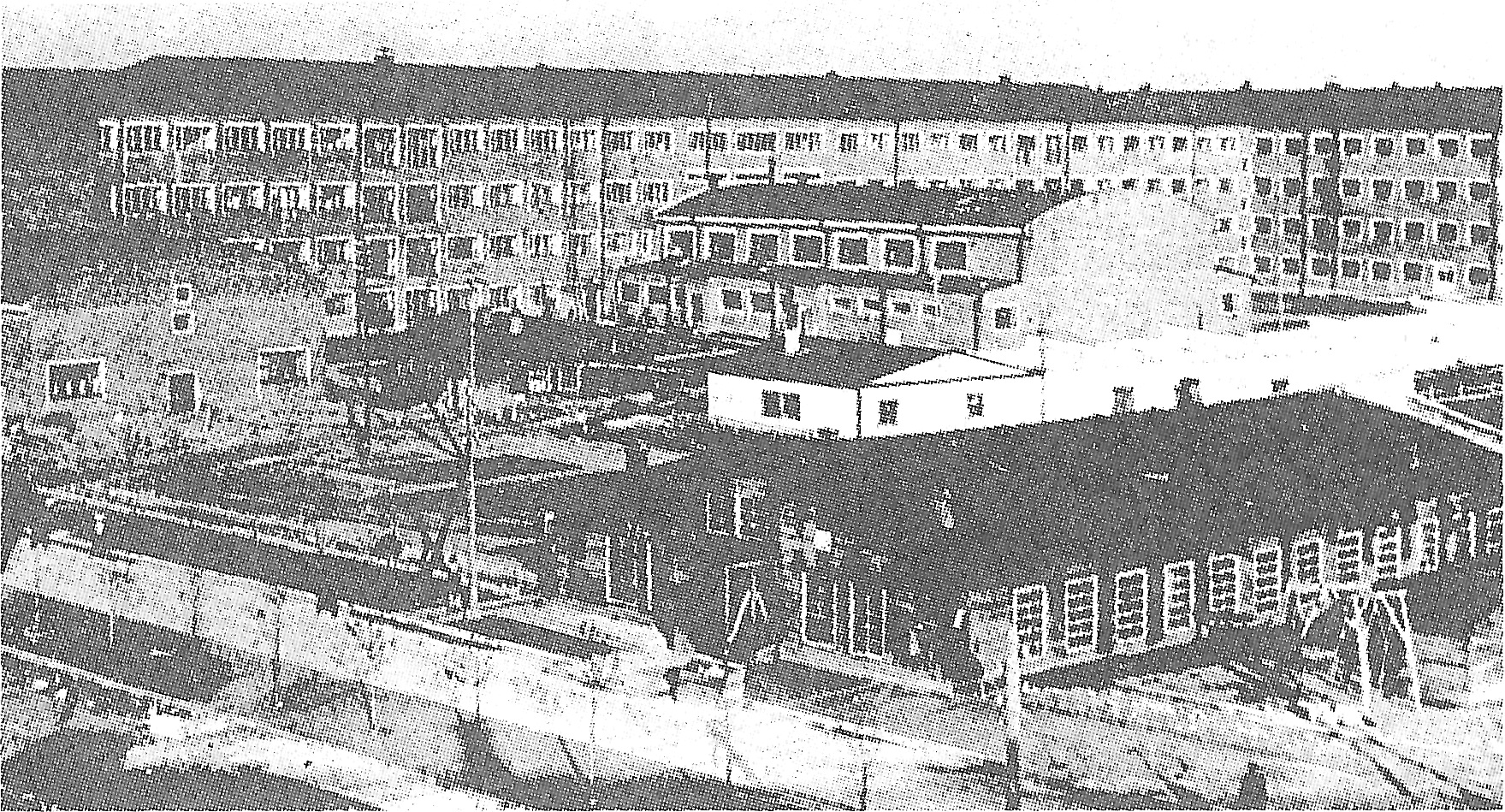
Первое здание МАИ в 1935 г.

В тот же период времени в районе появляются высшие учебные заведения. В 1932 году у пересечения Волоколамского шоссе с Окружной железной дорогой сооружаются корпуса Кооперативного института (ныне корпуса относятся к МАИ). В 1933 году возле развилки Ленинградского и Волоколамского шоссе завершается строительство главного корпуса МАИ. В 1938 году на Волоколамском шоссе открывается здание Пищевого института.
В 1941 году во время обороны Москвы в районе строятся три линии укреплений, одна из которых проходит через посёлок Сокол. В дни, когда фронт проходил недалеко от Москвы, нескольким немецким мотоциклистам удалось доехать до границы современного района Сокол, — их задержали на путепроводе Ленинградского шоссе (ныне это Мост Победы).
С 1948 года в районе разворачивается активное жилищное строительство, главным образом в районе Песчаных улиц и вдоль Ленинградского шоссе. Кладбища села Всехсвятского были ликвидированы и превращены в парки. Реки Таракановка и Ходынка заключаются в подземные коллекторы. В 1950—1960-х годах в районе появляются крупные предприятия и институты — такие, как НПО «Алмаз» и «Гидропроект».
12 сентября 1991 года вышло распоряжение мэра Москвы «Об установлении временных границ муниципальных округов Москвы», в соответствии с которым появился муниципальный округ «Сокол» в границах, практически совпадающих с нынешними. 5 июля 1995 года был принят закон «О территориальном делении города Москвы», по которому муниципальные округа были заменены районами и были определены нынешние границы района «Сокол».

### Современный период

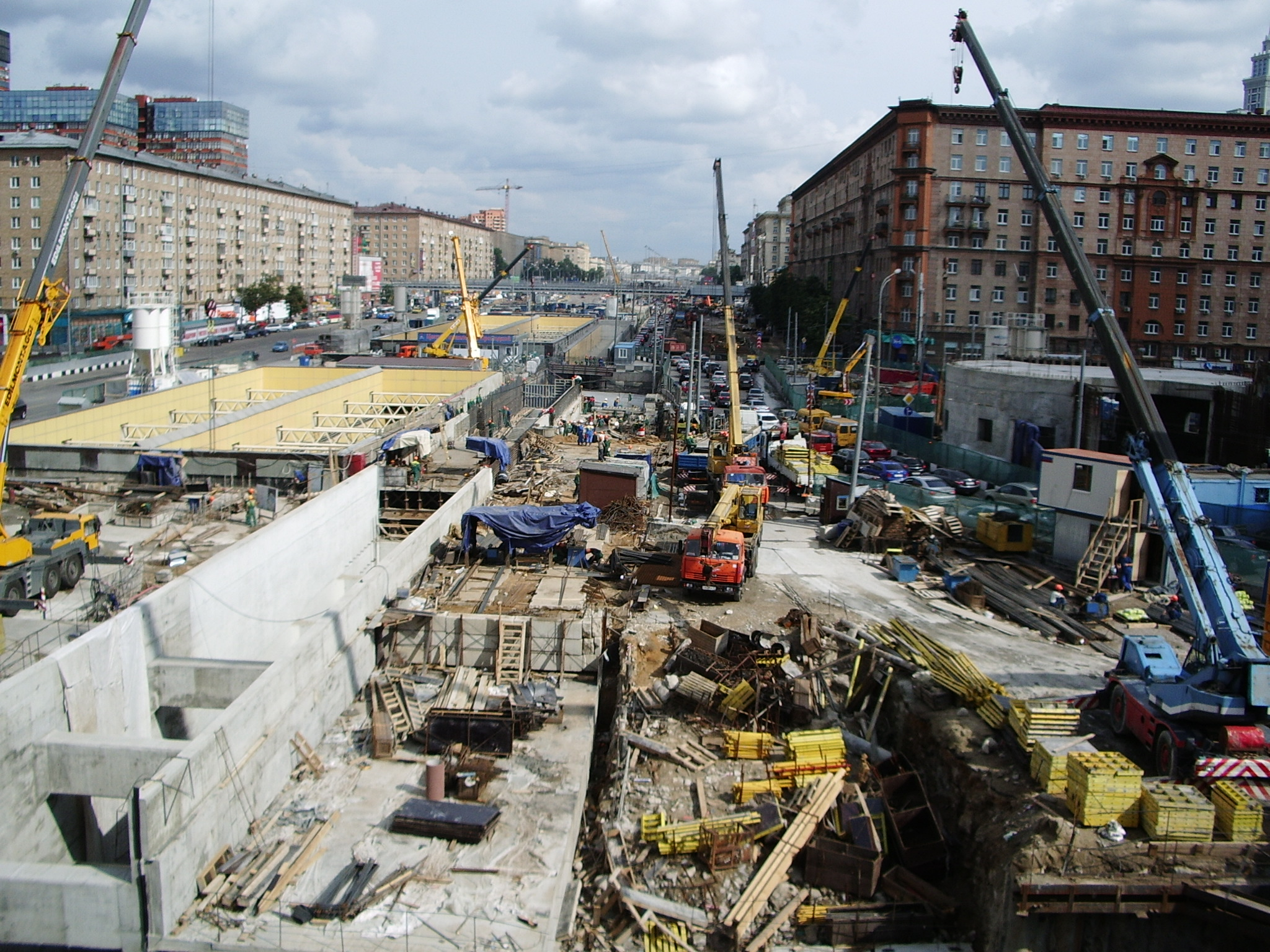
Строительство развязки у метро Сокол. Август 2009 года.

Строительный бум 1990—2000-х годов затронул и район Сокол, хотя и в меньших масштабах, чем соседние районы Хорошёвский и Щукино. Были построены два дома на Песчаной площади, а также элитные жилые комплексы «Посёлок художников», «Мономах» и «Империал». В 2003 году в городском конкурсе «Московский дворик» район Сокол занял первое место в номинации «Самый благоустроенный район столицы».
С 2007 года в рамках проекта Большая Ленинградка велось строительство многоуровневой транспортной развязки на Ленинградском проспекте возле станции метро Сокол. В будущем здесь должна будет пройти новая автомагистраль — Северо-Западная хорда. Эта стройка доставляла много неудобств жителям района. Строительные работы на развязке были в основном завершены к концу 2015 года с пуском Алабяно-Балтийского тоннеля.

## Архитектура
Архитектурный облик района был в основном сформирован в период с конца 1940-х по начало 1970-х годов. Однако имеется ряд домов довоенной постройки. В частности, это поликлиника, гостиница, общежитие и школа в Чапаевском переулке, построенные по типовым проектам в 1920—1930-е годы. Ряд довоенных жилых домов, построенных в сталинском стиле и стиле конструктивизма, расположен вдоль нечётной стороны Ленинградского проспекта и Волоколамского шоссе. В 1930-е годы были построены также несколько корпусов МАИ и МГУПП.
Активное жилищное строительство началось в послевоенные годы. В период с конца 1940-х по начало 1950-х выстроены кварталы жилых домов вдоль Новопесчаной улицы, а также на улице Панфилова. Эти дома построены в позднем сталинском стиле с большим количеством типовых элементов.
После выхода постановления 1955 года «Об устранении излишеств в проектировании и строительстве» стиль застройки резко меняется. В конце 1950-х возводятся несколько кирпичных многоподъездных домов на улицах Алабяна, Зорге, Ленинградском шоссе, а также комплекс четырёхэтажных зданий на Светлом проезде. В начале 1960-х строятся панельные одноподъездные девятиэтажки серии II-18 на углу Волоколамского шоссе и улицы Константина Царёва, а также на углу улиц Алабяна и Панфилова.
В конце 1960-х — начале 1970-х годов застраиваются кварталы вдоль Песчаного переулка и Песчаной улицы. Среди этих домов, построенных по типовым проектам, — одноподъездные кирпичные девяти- и четырнадцатиэтажки, шестиподъездные кирпичные пятиэтажки, а также панельные двенадцатиэтажные башни.
В районе Сокол находятся четыре памятника архитектуры: церковь Всех Святых, посёлок «Сокол», поликлиника гражданской авиации и корпус МАИ. Несколько домов являются выявленными объектами культурного наследия и ценными градоформирующими объектами.

### Храм Всех Святых во Всехсвятском

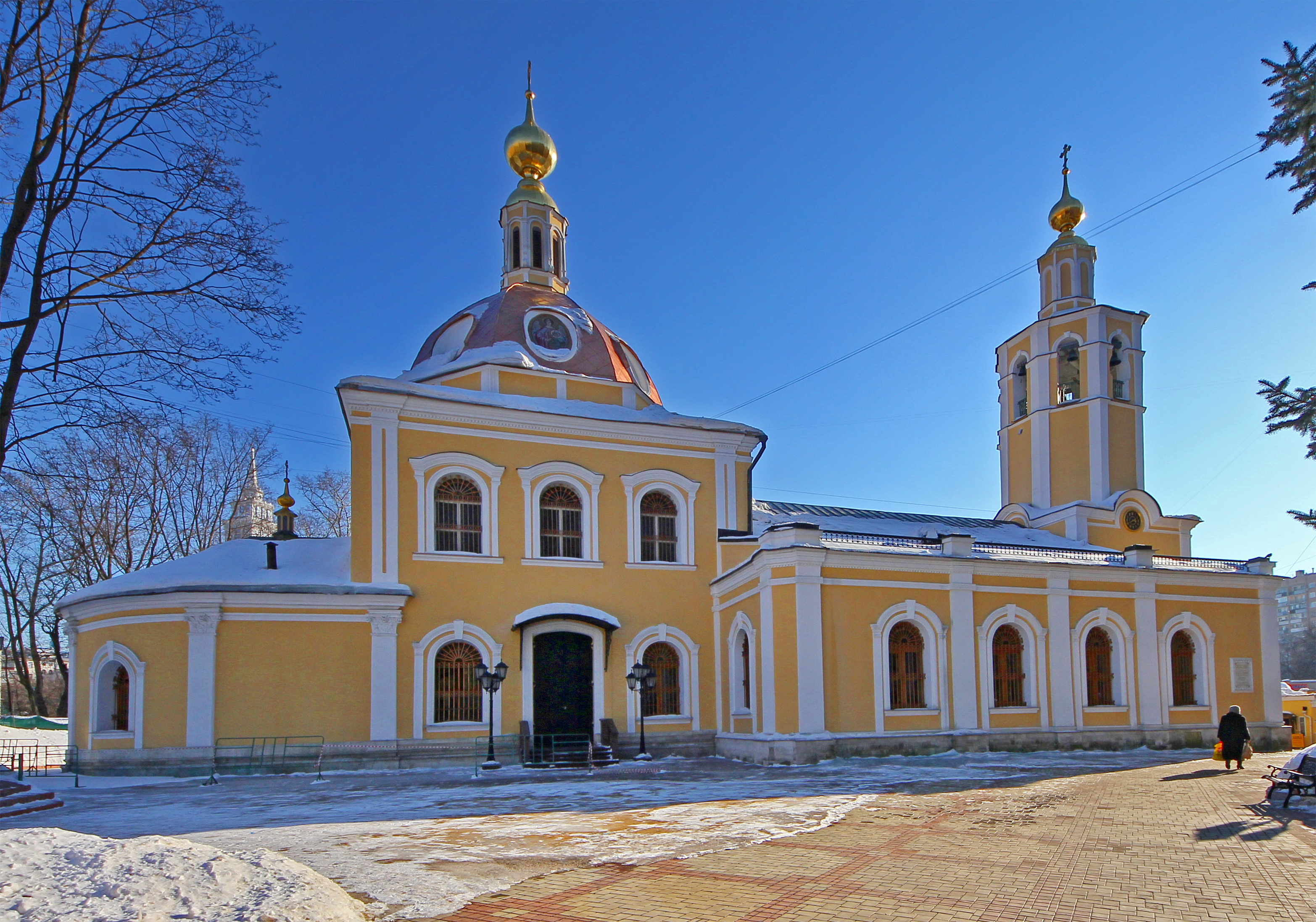
Храм Всех Святых во Всехсвятском

Храм Всех Святых во Всехсвятском является самым древним строением и единственным православным храмом района. Ныне существующее здание было построено в 1733—1736 годах на месте старой церкви Всех Святых, основанной в 1683 году. Инициатором строительства была имеретинская царевна Дарья Арчиловна, которой в тот момент принадлежало село Всехсвятское.
Службы в храме одно время велись на грузинском языке. На кладбище при церкви были похоронены многие представители грузинских княжеских родов. До наших дней сохранилось надгробие князя Ивана Александровича Багратиона, отца полководца Петра Ивановича Багратиона.
В 1798 году храм Всех Святых поновлён, в нём устроен иконостас, на левом клиросе — царское место. В 1812 году храм был разорён наполеоновским войском, но вскоре был восстановлен с новой роскошью. В XIX — начале XX века церковь Всех Святых неоднократно подновлялась и перестраивалась. Большие реставрационные работы проводились в 1880-е годы. В 1902—1905 годах перестроены и расширены оба придела.
В 1923 году храм захватили обновленцы. В 1939 году храм был закрыт, а его пятиярусный иконостас публично сожгли во дворе. Внутри храма расположили склад. В 1945 году местные жители добились разрешения открыть храм, и уже к Пасхе 1946 года он был вновь освящён. Кладбище при храме было ликвидировано к началу 1980-х годов. В 1979 году после долгого перерыва вновь зазвонил колокол храма. В 1992 году храм получил статус патриаршего подворья.
Из-за своей наклонной колокольни Всехсвятский храм часто называют одной из «Пизанских башен» Москвы. Полуметровый уклон произошёл под влиянием вод речки Таракановки, заключённой в коллектор, близости метро и песчаного характера грунта. Храм относится к стилю барокко и является памятником архитектуры федерального значения.

### Посёлок «Сокол»
Одной из достопримечательностей района является жилой посёлок «Сокол», известный также как «Посёлок художников». Он был основан в начале 20-х годов прошлого века. Комплекс зданий посёлка является памятником архитектуры регионального значения. Посёлок «Сокол» занимает площадь в 20 гектаров в районе пересечения улицы Алабяна и Волоколамского шоссе.
8 августа 1921 года В. И. Ленин подписал декрет о кооперативном жилищном строительстве, согласно которому кооперативным объединениям и отдельным гражданам предоставлялись права застройки городских участков. Тогда в Москве катастрофически не хватало жилья, а денег на его строительство власти выделяли очень мало. В том же году было принято решение о создании в Москве первого жилищно-строительного кооператива «Сокол». Строительство посёлка началось в 1923 году и было в основном закончено к 1931 году.
В проектировании посёлка участвовали знаменитые архитекторы Н. В. Марковников, братья Веснины, И. И. Кондаков и А. В. Щусев. Архитекторами была реализована популярная в то время концепция города-сада. При планировке улиц применялись нестандартные пространственные решения. Дома посёлка строились по индивидуальным проектам. Несколько домов возводилось по образцу русских построек XVII—XVIII веков. Особую известность получили рубленые деревянные избы братьев Весниных, построенные в стиле вологодского деревянного зодчества. Симметрично расположенные деревянные дома на улице Поленова напоминают сибирские казачьи крепости.
Посёлок «Сокол» представлял собой экспериментальную базу: испытывались новые материалы и передовые инженерные технологии. Опыт «Сокола» был использован при строительстве посёлка Колтуши и Новосибирского Академгородка. Все улицы посёлка были названы в честь известных русских художников Левитана, Сурикова, Поленова, Врубеля, Кипренского, Шишкина, Верещагина и других. Поэтому посёлок «Сокол» и получил своё неофициальное название «Посёлок художников».
В 1937 году дома посёлка «Сокол» перешли в собственность Москвы. В 1950—1960 годы посёлок находился под угрозой сноса. Но решением Моссовета № 1384 от 25 мая 1979 года посёлок поставили под государственную охрану в качестве памятника градостроительства первых лет советской власти. 14 июля 1989 года в посёлке было восстановлено самоуправление. В 1990—2000-х годах в посёлке было снесено несколько домов, а на их месте построили новые особняки. В феврале 2010 года префект северного округа Олег Митволь обратился в прокуратуру для проверки законности строительства этих домов.
Посёлок Сокол знаменит не только своей архитектурой и планировкой, но и жителями. В посёлке жили художник А. М. Герасимов, скульптор А. П. Файдыш-Крандиевский, актёр и режиссёр Ролан Быков, график П. Я. Павлинов, изобретатель автоматического стрелкового оружия генерал В. Г. Фёдоров, друг Льва Толстого и издатель его произведений Владимир Чертков и другие.
|                         |                                           |                              |
| Улица Сурикова, дом 21. | Дом-мастерская художника А. М. Герасимова | Дом режиссёра Ролана Быкова. |

### Район Песчаных улиц

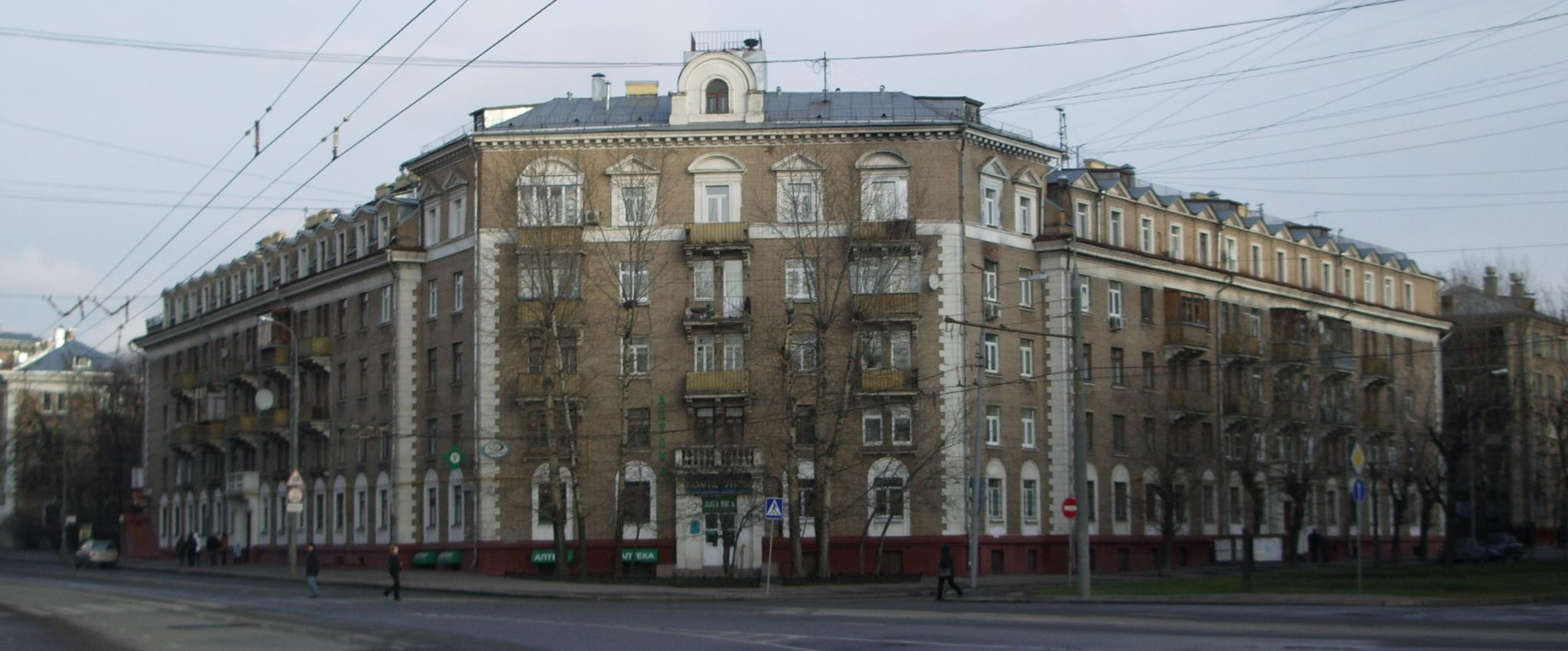
Новопесчаная ул, д.11

Район Песчаных улиц известен как один из первых районов массового жилищного строительства в Москве (строительство велось с 1948 до конца 1950-х годов). Расположен он с левой стороны Ленинградского шоссе вдоль Новопесчаной улицы. Генеральный план застройки был разработан бригадой архитекторов под руководством П. В. Помазанова и 3. М. Розенфельда. В строительстве домов применялись индивидуальные методы проектирования. Застройка района велась очень высокими темпами. Это объяснялось тем, что бетонные детали и декоративные украшения изготавливались на заводе, а на стройплощадке осуществлялась только их сборка.
Застройка района Песчаных улиц осуществлялась в несколько очередей. Дома первой очереди, состоящие из 4—5 этажей, расположены вдоль Новопесчаной улицы до пересечения с улицей Луиджи Лонго. Характерной их особенностью является наличие мансард. Дома второй и третьей очереди застройки находятся в южной части Новопесчаной улицы и состоят из 8-9 этажей. Фасады многих домов облицованы керамической плиткой, которая нередко отваливалась. Дома последней очереди расположены на юге улицы Куусинена. Ансамбль застройки района является одним из образцов сталинской архитектуры. Здания района Песчаных улиц включены в реестр культурного наследия города Москвы как ценные градоформирующие объекты.

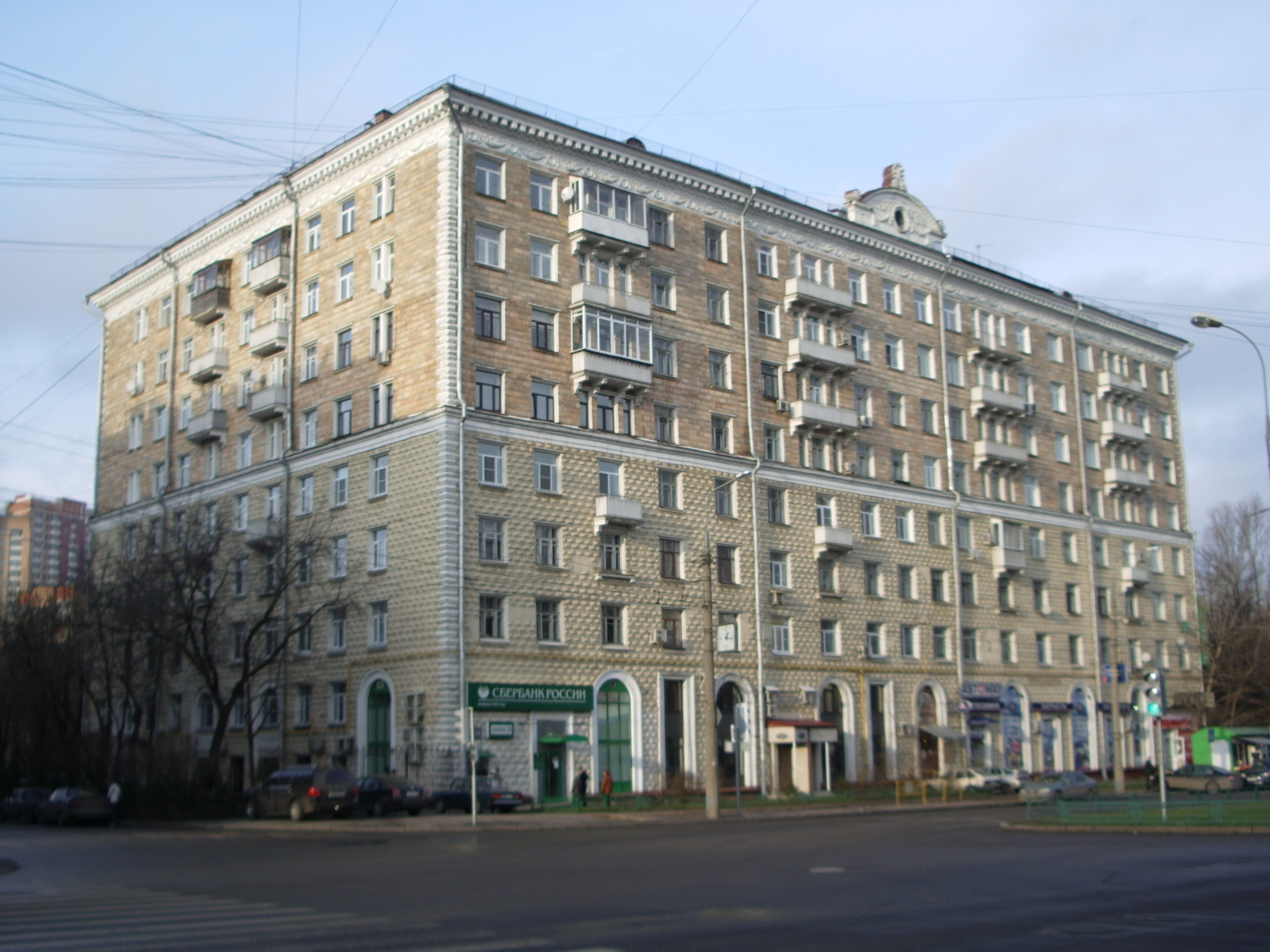
Новопесчаная ул, д.14

Своё первоначальное название все улицы района (Новопесчаная улица; 1-я, 2-я, 3-я, 5-я и 7-я Песчаные улицы; Песчаная площадь) получили по характеру грунта и по аналогии с существовавшей ранее старой Песчаной улицей и Песчаными переулками.
Среди известных жителей района Песчаных улиц можно отметить:
- прославленного советского вратаря Льва Ивановича Яшина;
- советского писателя Георгия Гулиа;
- турецкого писателя Назыма Хикмета;
- академика Сергея Алексеевича Лебедева;
- генерал-полковника Владимира Николаевича Дутова;
- генерал-лейтенанта авиации Сергея Фёдоровича Долгушина;
- учёного лингвиста Василия Ивановича Абаева;
- скульптора Степана Дмитриевича Эрьзя.

### Примечательные дома района
- Здание поликлиники Аэрофлота было построено на Песчаной улице в начале 1930-х годов. Авторы проекта — архитекторы И. А. Иванов-Шиц и И. В. Гофман-Пылаев. На фасаде находится скульптурная композиция, изображающая мальчика и девочку с моделью самолёта. В 2008 году здание поликлиники было взято под государственную охрану в качестве ценного объекта культурного наследия регионального значения[66][67].

- Здание школы № 1249 было построено в конце 1920-х годов. В 1930-е годы здесь начала работу первая московская специальная школа ВВС, которая просуществовала до 1955 года. Её выпускниками были лётчики-космонавты В. М. Комаров и Л. С. Дёмин[68]. В 1941 году в здании школы была сформирована 3-я Московская коммунистическая стрелковая дивизия. Здание взято под охрану как объект культурного наследия регионального значения[69].

- Здание МАИ на улице Панфилова было построено в 1930 году в конструктивистском стиле для Института Советской Кооперативной торговли при Центросоюзе[70]. Авторы проекта — архитектор Н. Я. Колли и гражданский инженер И. И. Кондаков. Здание имеет сложную форму: от полукруглой центральной части лучами отходят корпуса. Там были как учебные помещения, так и общежитие[70]. От Кооперативного института здание было передано МАИ и стало учебным корпусом факультета радиоэлектроники летательных аппаратов. В 2013 году появились планы реконструкции здания под общежитие студентов и аспирантов МАИ[71]. В 2014 году здание было признано объектом культурного наследия регионального значения[72].
- Здание Высшего Художественно-Промышленного Училища построено на Волоколамском шоссе в 1958 году по проекту архитекторов И. В. Жолтовского и Г. Г. Лебедева. Фасад корпуса, построенного в неоклассическом стиле, украшает колоннада и расположенная в ней скульптурная группа[73]. Здание является вновь выявленным объектом истории и культуры. Здесь работали архитектор Л. И. Поляков, скульпторы Г. И. Мотовилов и Е. Ф. Белашова[74][75].

- Дом № 10 по Песчаной улице был построен в 1940-х годах. Здание изначально строилось по проекту типовой школы, но после войны было переоборудовано в жилой дом для проживания советских физиков-ядерщиков с семьями. В разные годы в этом доме жили академики и члены-корреспонденты АН СССР Г. Н. Флёров, И. К. Кикоин, Г. И. Будкер, А. К. Красин, П. Е. Спивак и другие учёные, принимавшие участие в создании ядерного оружия. Здание имело статус выявленного объекта культурного наследия города Москвы, но в 2009 году было отказано в принятии его под государственную охрану в качестве объекта культурного наследия регионального значения[76].

- Кинотеатр «Ленинград» расположен в Мемориальном парке. Здание было построено в конце 1950-х годов по типовому проекту архитекторов Е. И. Гильмана, Ф. А. Новикова и И. А. Покровского. Облицовка здания красным и белым кирпичом образует сетчатый рисунок, напоминающий орнамент Дворца дожей в Венеции[77]. Кинотеатр имеет статус ценного градоформирующего объекта[78].

- Здание пожарной части № 19 было построено по типовому проекту архитектора А. В. Куровского в конце 1920-х годов. На момент постройки каланча пожарной части была самым высоким сооружением села Всехсвятского[79]. По своей архитектуре относится к стилю конструктивизм[80]. В 2000-х годах существовали планы сноса пожарной части и строительство на её месте торгового центра. Но от этих планов отказались, так как здание попадает в зону охраны храма Всех Святых[81]. Пожарная каланча в настоящее время используется для сушки пожарных рукавов[82]. Здание пожарной части имеет статус ценного градоформирующего объекта[83].

- «Генеральский дом» — такое название носит дом № 75 по Ленинградскому проспекту. Это один из самых знаменитых домов района. Часть здания, выходящая на Ленинградский проспект, начали строить ещё в 1939 году по проекту архитектора П. Г. Стенюшина[84][85]. В 1950-е к дому было пристроено два боковых крыла. В доме был открыт гастроном № 26. В 1950-х — начале 1960-х годов усилиями жителей во дворе дома было высажено 750 деревьев, около тысячи кустов сирени, жасмина, калины, были устроены детская и спортивная площадки[86]. «Генеральский дом» получил своё название потому, что в нём предоставляли жильё семьям высокопоставленных военных. Здесь жили 29 Героев Советского Союза[87], в том числе маршал бронетанковых войск М. Е. Катуков, генерал армии А. С. Жадов, генерал-полковник М. С. Шумилов, командовавший 64-й армией в дни обороны Сталинграда. Также в Генеральском доме проживали знаменитый хоккейный тренер Анатолий Тарасов[84] и архитектор Илья Чернявский[88]. В 2011 году на фасаде дома установили мемориальную доску «Дом воинской славы»[89].

- Дом № 69 по Ленинградскому проспекту был построен в 1939 году. Здесь жили: лётчик, Герой Советского Союза, генерал-полковник авиации Юмашев Андрей Борисович, лётчик-испытатель, Герой Советского Союза, генерал-полковник авиации Байдуков Георгий Филиппович, авиаконструктор, дважды Герой Социалистического Труда, генерал-полковник авиации Яковлев Александр Сергеевич[сн 2].
- Дом № 71 по Ленинградскому проспекту был построен в 1949[90]—1953 годах в неоклассическом стиле вплотную к дому № 69. Авторы проекта архитекторы А. Ф. Хряков и З. О. Брод[91]. Первоначально это был жилой дом Министерства морского флота СССР и Главного управления гражданского воздушного флота при Совете Министров СССР. Согласно первоначальному проекту, в доме с общей жилой площадью 11 тыс. м² предполагалось разместить 210 квартир в две и три комнаты. В подвальном этаже размещалась прачечная, на первом этаже — магазины[90]. Под садом у здания оборудован подземный гараж для личных машин индивидуального пользования[90], что является редкостью для того времени[92]. В центре дома находится массивная арка, через которую Песчаная улица выходит на Ленинградский проспект. В подвале дома со стороны метро изначально находился небольшой кинотеатр «Сокол». С 1974 по 1998 годы в помещении бывшего кинотеатра располагался Московский камерный музыкальный театр[93]. В народе дом № 71 иногда называют адмиральским[94]. В доме проживали многие руководящие работники Аэрофлота, генералы, заместители министров, начальники управлений, заместители начальников управлений.

- Здание Гидропроекта было построено в 1960—1967 годах на развилке Ленинградского и Волоколамского шоссе. Авторы проекта архитекторы Г. П. Яковлев и Н. А. Джеванширова, главный конструктор В. В. Ханджи. Здание, достигающее почти 100-метровой высоты, завершает перспективу Ленинградского проспекта. По своей архитектуре относится к интернациональному стилю[95][96]. В последнее время фасад здания используется в качестве гигантского рекламного панно[97].

- Дом проектных институтов и расположенный рядом жилой дом Министерства строительства предприятий машиностроения СССР занимают квартал на пересечении улицы Врубеля, Малого Песчаного переулка, улицы Николая Рериха и Волоколамского шоссе. Дома были построены в 1952—1955 годах и составляют единый архитектурный комплекс. Въезд во двор украшают ворота с узорчатым рисунком[98][99]. На фасаде дома проектных институтов установлена мемориальная доска с именами его архитекторов — А. Рочегова и А. Резниченко. Авторы проекта жилого дома Министерства строительства предприятий машиностроения — архитектор А. Образцов и инженер П. Дубровский[100].
- Здание ГСКБ «Алмаз-Антей» расположено в самом начале Ленинградского шоссе. Оно было построено в 1953 году по проекту архитекторов В. С. Андреева и Г. М. Вульфсона[92][101] и является одним из образцов поздней сталинской архитектуры. Здание решено в формах, характерных для сталинских высоток[102].
- Яйцо Сокола, как образно названо стеклянное здание Центрального диспетчерского пункта управления движением, находится у развилки Волоколамского и Ленинградского шоссе. Оно построено в 2008—2015 годах по проекту архитекторов Николая Шумакова и Натальи Шурыгиной и привлекает внимание необычной футуристической формой.

## Парки и скверы
Район Сокол является одним из самых «зелёных» в Северном округе. Площадь зелёных насаждений 689,1 тыс. м², что составляет 22,6 % от общей площади района. Природный комплекс района представлен одним парком, пятью скверами, тремя бульварами (по улицам Новопесчаная, Луиджи Лонго и Волоколамскому шоссе), а также садами посёлка «Сокол». Непосредственно к границам района прилегают Чапаевский парк и парк Берёзовая роща.

### Мемориальный парк

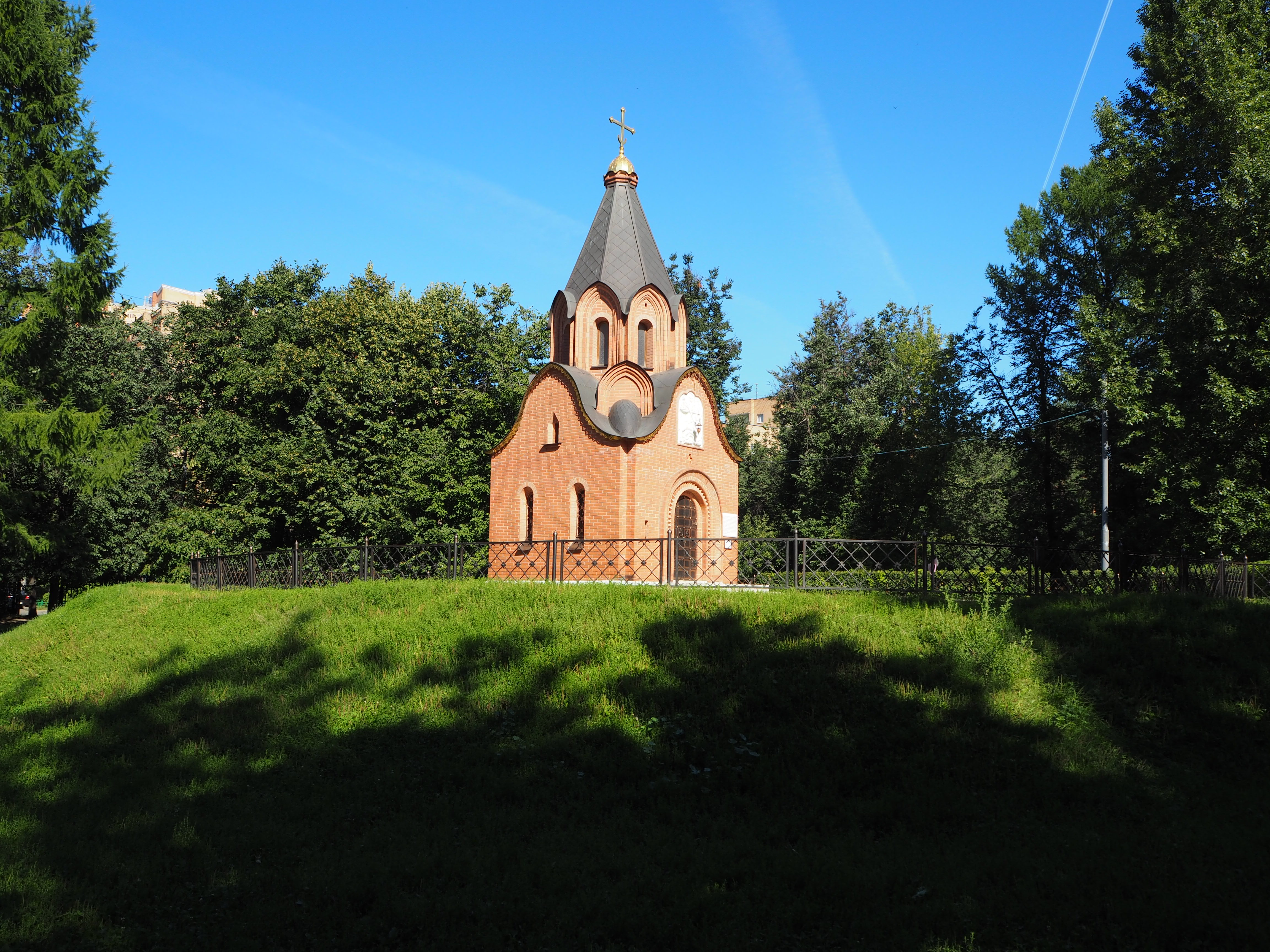
Часовня Спаса Преображения, построенная в 1998 году

Расположен между Новопесчаной улицей и Песчаным переулком. Площадь парка — 11,2 га.
Парк занимает территорию бывшего Братского кладбища, основанного в 1915 году по инициативе Великой княгини Елизаветы Фёдоровны. На нём были похоронены около 18 тысяч солдат, офицеров, врачей, сестёр милосердия и лётчиков, погибших на Первой мировой войне. В 1918 году на Братском кладбище был освящён храм во имя Преображения Господня, построенный по проекту архитектора А. В. Щусева.
В 1930-х годах на месте кладбища разбит парк. Все надгробия, за исключением одного, были снесены. Кладбище было окончательно ликвидировано в конце 1940-х годов в связи с застройкой района Песчаных улиц. В парке было открыто два кафе и кинотеатр «Ленинград».
В 1990-х годах в парке начинают появляться различные монументы и памятные знаки. В 1998 году строится новая часовня Спаса Преображения. К 90-летию с начала Первой мировой войны в парке проводятся большие работы по благоустройству и 1 августа 2004 года торжественно открывается мемориальный комплекс. Здесь установлены памятные знаки: «Павшим в мировой войне 1914—1918 годов», «Российским сёстрам милосердия», «Российским авиаторам, похороненным на московском городском братском кладбище».

### Скверы
- Сквер Дивизий Московского Народного Ополчения был обустроен на 2-й Песчаной улице в 1954 году на месте оврага реки Ходынки, заключённой в подземный коллектор[107]. Название он получил 16 января 2018 года[108]. Сквер представляет собой широкий бульвар посреди улицы. Площадь сквера — 3,5 га[103]. В центральной части сквера находится каштановая аллея. У входа в сквер расположен фонтан «Георгиу-Деж» («Песчаный»). Этот фонтан является излюбленным местом для разного рода съёмок. Он фигурирует во многих фильмах, сериалах, рекламных роликах и музыкальных клипах[сн 4]. Сквер на 2-й Песчаной улице является ценным объектом культурного наследия регионального значения[109].
- Сквер на улице Сальвадора Альенде расположен вдоль чётной стороны улицы. Площадь сквера — 2,4 га[103]. До 1960-х годов часть сквера занимал сад селекционера Леонида Алексеевича Колесникова. В нём произрастало множество уникальных сортов сирени, которые частично сохранились до сих пор[110]. В сквере имеется площадка для выгула собак. В 2019 году сквер был благоустроен, и в нём высадили множество саженцев сирени[111].

- Сквер «Арбатец» расположен между улицей Алабяна и Малым Песчаным переулком. Площадь сквера — 1,6 га[103]. Ранее на месте сквера находилось кладбище «Арбатец»[112], уничтоженное в 1960-х годах. Рядом с территорией бывшего кладбища расположено одноэтажное кирпичное здание, в ряде источников называемое часовней кладбища «Арбатец» и приписываемое архитектору Р. И. Клейну[сн 5]. В настоящее время историческое здание занимает храм преподобномучениц великой княгини Елисаветы и инокини Варвары. В сквере сохранились два дореволюционных надгробия[113][114]. Имеется площадка для выгула собак. В 2017 году было проведено благоустройство сквера[115].

- Сквер на Песчаной площади был устроен в 1960-х годах по проекту архитектора Е. А. Крупиновой[116]. Он расположен в центре площади и со всех сторон окружён дорогами. Площадь сквера — 1,1 га[103]. В нём разбито несколько клумб, имеются скамейки.

- Сквер на Песчаной улице расположен около дома № 12[117]. Имеет площадь 0,603 га[103]. В сквере находятся две детские площадки.

|                             |                                   |                                   |                           |
| Мемориал в сквере «Арбатец» | Фонтан «Георгиу-Деж» («Песчаный») | Сквер на улице Сальвадора Альенде | Сквер на Песчаной площади |

## Социальная сфера

### Образование

#### Вузы
- Московский авиационный институт — один из крупнейших технических университетов Москвы (более 20000 студентов). Он был основан 20 марта 1930 года с целью обеспечения подготовки высококвалифицированных кадров для авиационной промышленности страны. Сейчас в МАИ имеется 13 институтов (факультетов) и 5 филиалов[118].
- Московский государственный университет пищевых производств — ведущий технический университет России по подготовке специалистов в области пищевой промышленности. В университете обучается более 7000 студентов. В структуре университета 12 институтов[119].
- Российский государственный художественно-промышленный университет имени С. Г. Строганова — одно из старейших в России художественных учебных заведений в области промышленного, монументально-декоративного и прикладного искусства и искусства интерьера. Был основан в 1825 году графом С. Г. Строгановым как школа подготовки художников декоративно-прикладного искусства. В здание на Волоколамском шоссе Строгановское училище переехало в 1957 году[120]. РГХПУ ведёт подготовку художников по 5 специальностям и 17 специализациям[121].
- Университет «Синергия» — учреждение среднего профессионального и высшего образования. В состав университета входит 33 факультета[122]. Корпус университета на Соколе находится здании по адресу Ленинградский проспект, д.80, корпуса Е, Ж, Г.

#### Колледжи
- Колледж сферы услуг № 10 был образован в 2005 году в результате слияния ПУ-19, ПУ-26, ПУ 169 и ПУ-17, ПУ-101. В здании по адресу улица Панфилова, д. 6 находится одно из структурных подразделений колледжа (бывшее профессиональное училище № 26). Там проводится обучение профессиям повара, кондитера и по специальности «Технология общественного питания»[123].
- Технический пожаро-спасательный колледж № 57 (Светлый проезд, д. 2а) был основан в 1999 году, когда Москве остро потребовались кадры для пожарной охраны[124]. Обучение проводится по 3 специальностям среднего профессионального образования и по 4 профессиям начального профессионального образования.

#### Общеобразовательные школы и детские сады

Школа № 1384

- Школа № 149 (улица Врубеля, д. 6). Одна из старейших школ района. Школа была основана в 1935 году в посёлке «Сокол». В 1991 году было построено новое здание школы[125]. В 2014 году в структуру школы влились две образовательные организации:
  - ГБОУ Центр развития ребёнка — детский сад № 716 (улица Левитана, д. 3А)[125]
  - ГБОУ детский сад № 1845 (улица Левитана, д. 5А)[125]
- Школа № 1249 с углублённым изучением немецкого языка (Чапаевский переулок, д. 6). Основана в 1955 году; это первая в Москве «немецкая» школа[68].
- Школа № 1251 им. Шарля де Голля с углублённым изучением французского языка (улица Сальвадора Альенде, д. 9). Основана в 1952 году. Позднее школа стала языковой. С 1966 года школа ассоциирована при ЮНЕСКО, в 1991 году была награждена медалью. Школа имеет связи со многими франкоговорящими странами[126]. В 2011 году школе присвоено имя Шарля де Голля[127]. Школа № 1251 имеет следующие структурные подразделения:
  - Здание Школы по адресу: улица Сальвадора Альенде, дом 9[128]
  - Здание Школы по адресу: улица Сальвадора Альенде, дом 6[128] (бывшая школа № 739)
  - Здание Школы по адресу: Песчаный переулок, дом 6[128] (бывшая школа № 706)
  - Программа дошкольного образования по адресу: Новопесчаная улица, дом 23, корпус 6[128]
  - Программа дошкольного образования по адресу: Новопесчаная улица, дом 25/23[128]
  - Программа дошкольного образования по адресу: Песчаный переулок, дом 1А[128]
  - Программа дошкольного образования по адресу: Песчаный переулок, дом 4А[128]
  - Программа дошкольного образования по адресу: улица Алабяна, дом 15[128]
- Школа № 1252 им. Сервантеса с углублённым изучением испанского языка (Дубосековская улица, д. 3). Основана в 1959 году, а в 1973 году стала школой с углублённым изучением испанского языка. В 1997 году школе присвоено имя Сервантеса за вклад в распространение испанского языка и культуры в России. С 1998 года школа ассоциирована при ЮНЕСКО, активный участник международных образовательных программ[129]. Школа № 1252 имеет следующие структурные подразделения:
  - Старшая школа по адресу Малый Песчаный переулок, дом 4А[130]
  - Средняя школа по адресу: Дубосековская улица, дом 3[130]
  - Начальная школа по адресу: Волоколамское шоссе, дом 12[130]
  - Начальная школа по адресу: Волоколамское шоссе, дом 14А[130]
  - Начальная школа по адресу: улица Врубеля, дом 6[130]
  - Дошкольные группы по адресу: Светлый проезд, дом 4А[130]
  - Дошкольные группы по адресу: Волоколамское шоссе, дом 10[130]
  - Дополнительное образование по адресу: Волоколамское шоссе, дом 6[130]
- Школа № 1384 с углублённым изучением математики (улица Новопесчаная, д. 15). Основана в 1950 году. Один из самых известных выпускников школы — генеральный конструктор НПО «Алмаз» Александр Алексеевич Леманский, имя которого было присвоено школе в 2010 году[131][132]. Школа № 1384 имеет следующие структурные подразделения:
  - Основное и среднее образование по адресу: Новопесчаная улица, дом 15[133]
  - Начальное образование по адресу: Песчаная улица, дом 5[133]
  - Дошкольное образование по адресу: Ленинградский проспект, дом 75Д[133]
  - Дошкольное образование по адресу: Песчаная улица, дом 2А[133]
  - Дошкольное образование по адресу: улица Алабяна, дом 13, корпус 2[133]
- Образовательная площадка реализующая адаптированные основные общеобразовательные программы для детей с нарушением интеллекта ОП-2 (2-я Песчаная улица, д. 4а)[134]. Бывшая школа № 162, основаная в 1952 году. С 2002 года в школе проводится обучение детей с разной степенью интеллектуальной недостаточности[106]. C 2014 года является структурным подразделением школы № 90[135].

Помимо государственных школ, в районе работает частная школа «Муми-Тролль» (Волоколамское шоссе, д. 1).

#### Спортивные школы
- СДЮШОР № 73 (улица Алабяна, д. 13) — волейбольная школа. Была основана в 1935 году. В 2007 году для школы было построено новое здание, в котором имеется 8 спортивных залов[106].
- СДЮШОР № 74 (Волоколамское шоссе, д. 12) — школа художественной гимнастики. Основана в 1969 году. Среди воспитанников школы — чемпионки мира и Европы Ляйсан Утяшева, Вера Сесина, Ирина Чащина, Ольга Капранова и другие[106].

#### Музыкальные школы
В районе расположена Музыкальная школа № 62 (Волоколамское шоссе, д. 12). Музыкальная школа № 62 делит помещение с СДЮШОР № 74 и начальными классами школы № 1252. Также в районе имеется Центр творчества детей и юношества «Сокол» (Песчаная улица, д. 5).
На границе с районом Сокол расположена Детская музыкальная школа № 2 им. И. О. Дунаевского (Чапаевский переулок, д. 5а), основанная в 1956 году. Школа является ассоциированным членом ЮНЕСКО и коллективным членом Московского музыкального общества.

### Здравоохранение
Имеется взрослая районная поликлиника № 71 (Чапаевский переулок, д. 4), детская районная поликлиника № 22 (улица Панфилова, д. 10) а также детская районная стоматологическая поликлиника № 29 (3-я Песчаная улица, д. 5). Помимо муниципальных поликлиник, в районе расположены две ведомственные: студенческая поликлиника МАИ № 44 (Факультетский переулок, д. 10) и медцентр ОАО «Аэрофлот» (Песчаная улица, д. 7).
В посёлке «Сокол» расположен родильный дом № 16 (улица Верещагина, д. 7). С 2015 года он закрыт на ремонт.

### Культура
На Соколе расположен культурно-развлекательный комплекс CDK МАИ (Дубосековская улица, 8). С сентября 2014 года в здании ДК МАИ проходят спектакли Малого театра. В 2012 году в районе был открыт концертный клуб вместимостью до 7000 человек Stadium Live (Ленинградский проспект, 80, корп. 17), который впоследствии был переименован в Adrenaline Stadium. Действует три библиотеки: библиотека № 59 (Новопесчаная улица, 23/7), библиотека № 60 (улица Врубеля, 13) и библиотека № 270 (улица Алабяна, 12). Имеется выставочный зал «Граунд Песчаная» (Новопесчаная улица, 23/7). В сентябре 2014 года открылась театральная площадка «Центр драматургии и режиссуры» (Ленинградский проспект, 71). Планируется реконструкция недействующего кинотеатра «Ленинград» под культурно-просветительские цели.

### Религия
В районе расположен православный храм Всех Святых во Всехсвятском, построенный в 1733—1736 годах. В 1992 году он получил статус патриаршего подворья. Приход церкви Всех Святых — один из самых больших в Москве. При храме имеется воскресная школа, церковная лавка и баптистерий. Службы в храме проводятся ежедневно.
В 2021 году в дореволюционном кирпичном здании в Малом Песчаном переулке открылся православный храм преподобномучениц великой княгини Елизаветы и инокини Варвары, приписанный к храму Сергия Радонежского на Ходынке. В Мемориальном парке расположена часовня Спаса Преображения на Братском воинском кладбище, приписанная к храму Всех Святых. Также в районе находится административное управление Церкви Иисуса Христа Святых последних дней.

### Спорт
В районе имеется 22 спортивных зала, 2 плоскостных спортивных сооружения и 10 спортивных площадок. На улице Сальвадора Альенде расположен небольшой стадион «Юность» с беговой дорожкой и теннисными кортами.
Возле границы района на 3-й Песчаной улице расположен спортивный комплекс ФК ЦСКА, где в 2016 году был построен новый стадион «ВЭБ Арена» на 30 000 мест.

### СМИ
Среди жителей района в 1990—2000-х годах бесплатно распространялись газеты «Сокол» и «Московский Сокол». Также издавалась детско-юношеская районная газета «Диалог-парус». По данным на 2024 год, газета «Сокол» выходит в онлайн-формате.
С 1994 года осуществлялось вещание районной телекомпании «Сокол — XXI век».

## Власть

### Управа
Управа района является территориальным органом исполнительной власти, подведомственным Правительству Москвы. Руководство, координацию и контроль за деятельностью управы осуществляет префект Северного административного округа. Адрес управы: улица Шишкина, дом 7.
С 1997 по 2007 год главой управы района Сокол был Фазиль Марданович Измайлов. С 2008 по 11 февраля 2013 года пост главы управы занимал Виталий Владимирович Аксёнов. 4 июня 2013 года главой управы района был назначен Вячеслав Алексеевич Иванов. 17 января 2014 года он был задержан по подозрению в получении взятки. 23 января Сергей Собянин уволил Вячеслава Иванова с должности главы управы. 5 июня 2015 года указом Сергея Собянина на должность главы управы района Сокол был назначен Сергей Анатольевич Бахров, возглавлявший ранее управу Молжаниновского района. 1 ноября 2018 главой управы района стал Алексей Леонидович Борисенко. 1 ноября 2018 года его сменил Алексей Леонидович Борисенко. 27 декабря 2021 года главой управы был назначен Антон Александрович Мещеряков.

### Муниципалитет
Главой администрации муниципального округа Сокол является Светлана Юрьевна Ковалёва.

### Муниципальное Собрание
Муниципальное Собрание является представительным органом района. Оно состоит из депутатов, избираемых на муниципальных выборах жителями района. Муниципальное Собрание входят 10 человек. По данным на 2024 год, среди них 7 представителей партии Единая Россия, 2 представителя КПРФ и одна самовыдвиженка. Главой муниципального округа и председателем Совета депутатов муниципального округа является Светлана Юрьевна Ковалёва.

### Территориальная община посёлка Сокол
Территориальная община является органом территориального общественного самоуправления посёлка Сокол. Она была создана в 1989 году. Финансирование деятельности осуществляется за счёт аренды нежилых помещений, отчислений от квартплаты жителей посёлка и спонсорских взносов. Адрес территориальной общины: улица Шишкина, дом 1.

## Экономика

### Промышленность и прочие организации
Большая часть крупных предприятий Сокола расположена в районе развилки Ленинградского и Волоколамского шоссе. Среди них промышленные организации и институты: «НПО Алмаз», Гидропроект, Инженерный центр «ОКБ им. А. И. Микояна» и Проектный институт № 2. Пищевую промышленность представляет Хлебозавод № 24.

### Магазины
В районе Сокол и его окрестностях достаточно слабо развита торговая инфраструктура. Единственный торговый центр — «Метромаркет» — расположен у границы района рядом с метро «Сокол» (Ленинградский проспект, 76а). На Ленинградском и Волоколамском шоссе, а также возле метро расположены и другие предприятия торговли: «Ароматный мир», «Связной», кафе «Шоколадница», магазины обуви «Ж» и Geox, аптеки «36,6» и «Доктор Столетов». В районе расположено также несколько продуктовых магазинов «Сокол», «Лавка от Палыча», «Кнопка» и другие. Из сетевых супермаркетов представлены магазины «Дикси», «Азбука вкуса», «Магнит», «ВкусВилл» и «Магнолия».

### Рынок жилья
Средняя стоимость квартиры в районе Сокол по состоянию на апрель 2018 года составляла 241,1 тыс. руб. за м². Объём предложения относительно небольшой (180—200 квартир), большая его часть приходится на кирпичные дома. В рейтинге районов Москвы по цене жилья Сокол занимает 25-е место. По данным 2018 года, минимальная стоимость квартиры составляла 6,1 млн руб, при этом один из особняков в посёлке «Сокол» входил в число самых дорогих домов Москвы и продавался за 1,015 млрд руб.
Программа реновации почти не затронула район Сокол, в неё вошли только два дома: улица Панфилова, 8 и Волоколамское шоссе, 16б, корп. 3. Новые дома в районе почти не строятся. Исключение составляет элитный жилой комплекс «Врубеля, 4», построенный в 2023 году.

## Транспорт

### Автобусы
По территории района проходят около 25 автобусных маршрутов.
Таблица: автобусные маршруты (данные на 17 июня 2023 года)
| № маршрута       | Следует к станциям метро | Конечный пункт 1               | Конечный пункт 2                |
| ---------------- | --- | ------------------------------ | ------------------------------- |
| 26               | Октябрьское Поле, Сокол | Сокол                          | Живописная улица                |
| 48               | Полежаевская, Хорошёвская, Хорошёво | Ледовый дворец                 | Живописная улица                |
| 60               | Щукинская | Сокол                          | Проспект Маршала Жукова         |
| 88               | Тушинская, Трикотажная, Сокол | Гидропроект                    | Планерная                       |
| 100              | Щукинская, Октябрьское Поле, Сокол | Сокол                          | Щукино                          |
| 105              | Щукинская, Сокол, Аэропорт, Динамо | Щукинская                      | Динамо                          |
| 110              | Динамо, Петровский парк | Сокол                          | Улица Новая Башиловка           |
| 175              | Сокол, Панфиловская, Беговая | Сокол                          | Беговая                         |
| 356              | Сокол, Панфиловская, Митино, Динамо, Аэропорт, Тушинская                                                                                     | 8-й микрорайон Митина          | Белорусская                     |
| 403              | Полежаевская, Хорошёво, Сокол, Аэропорт, Войковская, Водный стадион                                                                          | Карамышевская набережная       | Прибрежный проезд               |
| 412              | Сокол, Панфиловская, Аэропорт | Зона отдыха «Покровский берег» | Улица Серёгина                  |
| 597              | Сокол, Октябрьское Поле, Зорге, Полежаевская, Народное Ополчение                                                                             | Сокол                          | Набережная Новикова-Прибоя      |
| 905              | Аэропорт, Сокол, Войковская, Динамо, Белорусская                                                                                             | 75-й км МКАД                   | Белорусский вокзал              |
| е30 бывший 904   | Пятницкое шоссе, Тушинская, Стрешнево, Аэропорт, Сокол, Динамо, Белорусская, Маяковская, Тверская, Охотный Ряд, Лубянка, Китай-город         | 4-й микрорайон Митина          | Китай-город                     |
| е30к бывший 904к | Пятницкое шоссе, Тушинская, Стрешнево, Аэропорт, Сокол, Динамо, Белорусская                                                                  | 4-й микрорайон Митина          | Белорусская                     |
| м1               | Стрешнево, Сокол, Аэропорт, Динамо, Белорусская, Маяковская, Тверская, Охотный Ряд, Библиотека имени Ленина, Октябрьская, Ленинский проспект | Больница РЖД                   | Улица Кравченко                 |
| т19              | Петровско-Разумовская, Октябрьское Поле, Мнёвники, Крылатское                                                                                | Петровско-Разумовская          | Крылатское                      |
| т59              | Октябрьское Поле, Сокол | Сокол                          | Серебряный бор                  |
| т59к             | Октябрьское Поле, Сокол | Сокол                          | Улица Маршала Тухачевского      |
| т70              | Сходненская, Стрешнево, Сокол, Аэропорт, Динамо, Белорусская                                                                                 | Братцево                       | Тверская застава ( Белорусская) |
| т86              | Аэропорт, Сокол, Динамо, Беговая, Полежаевская, Народное Ополчение, Хорошёво                                                                 | Сокол                          | Серебряный бор                  |

### Трамваи

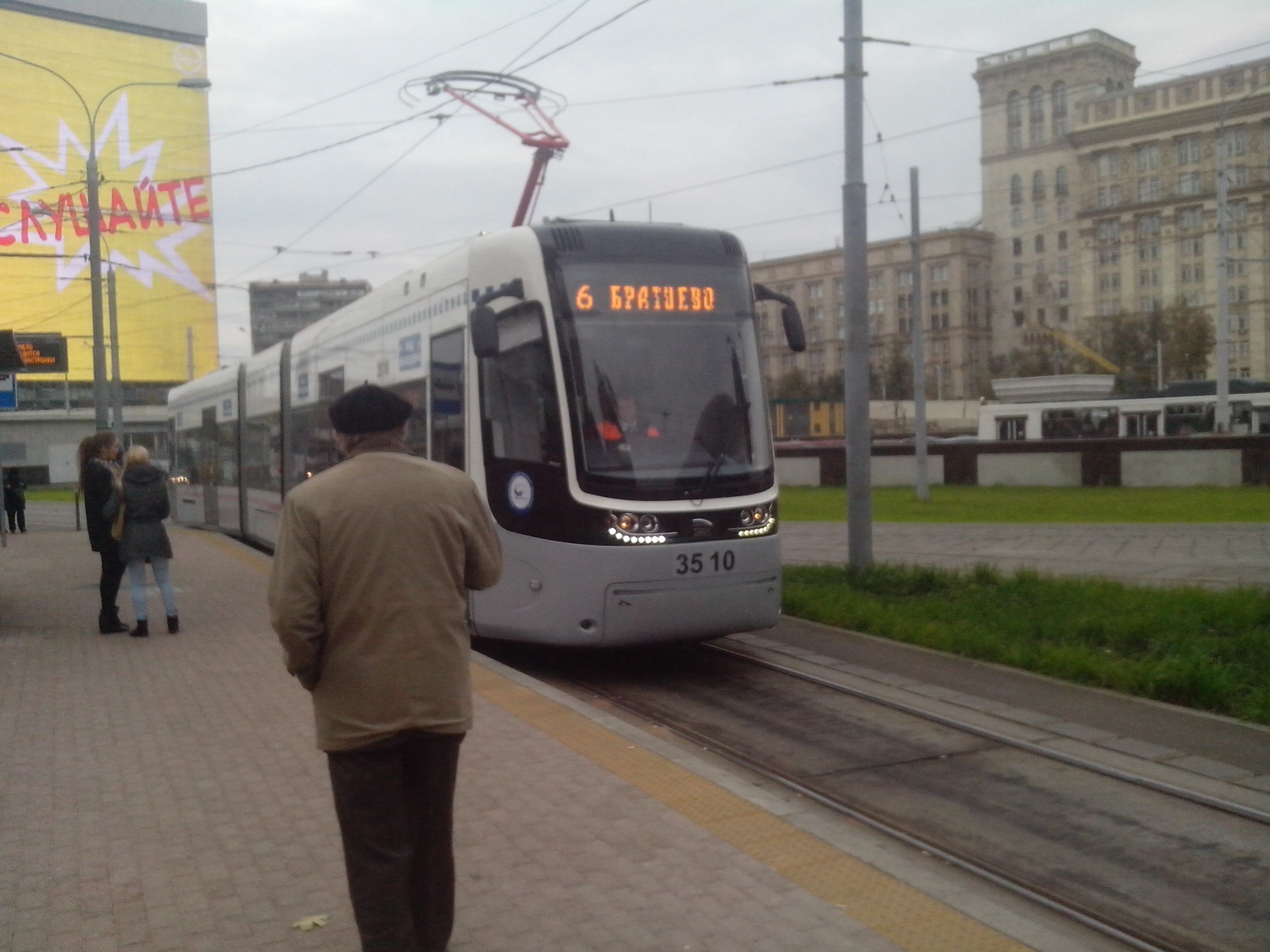
Трамвай 6-го маршрута на остановке «Станция метро „Сокол“»

Первая трамвайная линия появилась в районе в 1920-х годах. В 2000-х годах трамвайные маршруты района были значительно сокращены. В 2004 году, несмотря на протесты местных жителей, был сильно укорочен маршрут 23-го трамвая. Трамвайные пути, расположенные вдоль Ленинградского шоссе, были разобраны, а конечной остановкой стала станция метро  Сокол (Улица Алабяна). Позднее, в связи со строительством транспортной развязки в рамках проекта «Большая Ленинградка», были разобраны трамвайные пути от улицы Алабяна до улицы Панфилова. 19 августа 2013 года трамвайная остановка на улице Алабяна вновь открыта.
Таблица: трамвайные маршруты (данные на 17 июня 2023 года)
Все маршруты трамваев, работающие в районе Сокол и следующие в депо проезжают через  Щукинская и  Строгино.
| № маршрута | Следует к станциям метро                   | Конечный пункт 1        | Конечный пункт 2        |
| ---------- | ------------------------------------------ | ----------------------- | ----------------------- |
| 6          | Сходненская, Сокол                         | Братцево                | Сокол                   |
| 15         | Щукинская, Сокол                           | Таллинская улица        | Сокол                   |
| 23         | Войковская, Сокол                          | Михалково ( Коптево)    | Сокол                   |
| 28         | Щукинская, Сокол                           | Проспект Маршала Жукова | Сокол                   |
| 30         | Строгино, Щукинская, Стрешнево, Войковская | Таллинская улица        | Михалково ( Коптево)    |
| 31         | Щукинская, Войковская                      | Войковская              | Проспект Маршала Жукова |

### Троллейбусы
Троллейбусы появились на Соколе ещё в 1933 году, когда здесь прошла первая в Москве и в России троллейбусная линия. В 2017 году ряд троллейбусных маршрутов был изменён или заменён на автобусные. С 25 августа 2020 года по решению мэрии Москвы в районе троллейбусных маршрутов не имеется. 1-й троллейбусный парк будет преобразован в электробусный.

### Метро и железнодорожный транспорт
Станция метро «Сокол» Замоскворецкой линии Московского метрополитена была открыта 11 сентября 1938 года. На территории района расположен западный вестибюль станции (восточный — в районе Аэропорт). Станция имеет также выход в подземный переход под Ленинградским шоссе. В районе находится Электродепо «Сокол» Замоскворецкой линии Московского метрополитена.
Осенью 2016 года с пуском пассажирского движения по Московскому центральному кольцу в районе были открыты две станции:  Стрешнево (в районе Светлого проезда) и  Панфиловская (у пересечения улиц Панфилова и Алабяна). В непосредственной близости от границы района находится станция  Зорге (в районе улицы Зорге).
На границе с районом Войковский находится пассажирская платформа «Ленинградская» Рижского направления Московской железной дороги. Платформа имеет только один выход на 1-й Войковский проезд.
Вдоль улицы Панфилова расположена грузовая станция Серебряный Бор окружной железной дороги.

### Автомобильные дороги
Общая длина автодорог района составляет 16,1 км (по Мосгорстату 19 км). Основные транспортные магистрали — это Ленинградский проспект, Волоколамское и Ленинградское шоссе. Среди крупных улиц можно отметить Новопесчаную и улицу Алабяна.
Через район пройдёт одна из крупнейших магистралей Москвы — Северо-Западная хорда, в состав которой будут включены улица Алабяна и построенный под развязкой на Соколе и Замоскворецкой линией Московского метрополитена Алабяно-Балтийский тоннель.
Сама развязка на Соколе является уникальным инженерным сооружением, включающим в себя:
- Ленинградский тоннель (660 м)
- Волоколамский тоннель (1730 м)
- Волоколамскую эстакаду (390 м)
- Алабяно-Балтийский тоннель (1935 м)

### Сноски
1. ↑  Их имена присутствуют на мемориальных досках на домах района Песчаных улиц.
2. ↑  Мемориальная доска на доме № 71 по Ленинградскому проспекту
3. ↑  По информации на стенде у входа в парк
4. ↑  В частности, этот фонтан можно увидеть в фильмах Человек родился, Неисправимый лгун и клипе Лаймы Вайкуле и Вахтанга Кикабидзе на песню «Дорогие мои москвичи»
5. ↑  Согласно табличке на стене здания. Акт государственной экспертизы от 23 ноября 2018 года Архивная копия от 15 мая 2021 на Wayback Machine указывает на отсутствие документов, подтверждающих эту версию.
6. ↑  Информационная табличка у входа в здание по адресу: ул. Врубеля, д. 1